# Jeff Dunham
Jeffrey "Jeff" Dunham (Dallas, Texas, 1962. április 18. –) amerikai hasbeszélő és humorista. 1998-ban megnyerte a legviccesebb stand-up humorista kategóriában az American Comedy Awardot. A Baylor Universityn végzett, utána rengeteg fellépése volt, beleértve a 2003-as Comedy Centralbeli szereplését is. Szokásos bábjai között megtaláljuk Peanutot (magyarul Mogyiként emlegetik), a veterán katonát és megfáradt öregembert megformáló Waltert, Jose Jalapeñot, aki egy paprika fejű mexikói pálcára tűzve, valamint ott van még Achmed, a halott terrorista, Bubba J, a részeges és kissé különc ember, és Melvin, a nem mindennapi szuperhős. Első DVD-je Vita önmagammal (Arguing with myself) címmel 2006 áprilisában jelent meg. Ezen az előadáson Melvint és Achmedet két másik báb váltotta, Sweet Daddy Dee és Bubba J. 2007-ben jelent meg Az őrület szikrája (Spark of Insanity), melyet a washingtoni Warner Theaterben vettek fel.

## A bábok
- Walter, a mindig morgó, karbatett kezű nyugdíjas, volt vietnami veterán elnökjelölt;
- Peanut (magyarul gyakran Mogyiként emlegetik), egy hiperaktív, lila bőrű „woozle” (a Micimackóban szereplő kitalált lény, a magyar fordításban menyét [aki elhozta a menyét]);
- Achmed the Dead Terrorist, a halott terrorista, egy öngyilkos merénylő, aki még nem is döbbent rá, hogy halott; fia Achmed Junior, aki egyszer elkísérte apját a Dolgozz a Szüleiddel Nap-ra;
- José Jalapeño on a Stick, egy beszélő jalapeño egy pálcikán sombreróval a fején;
- Bubba J, a sörivő és NASCAR rajongó meglehetősen sztereotip „bunkó” („redneck”);
- Melvin the Superhero Guy, egy szuperhős srác röntgenlátással;
- Sweet Daddy Dee, mint „strici” aposztrofálja magát – a „pimp”-et mint játékost a menedzsment szakmában (Player In the Management Profession) értelmezve, Dunham mint „új menedzserét” mutatja be a Vita önmagammal című előadásában.

## Filmjei
- Arguing with Myself (Vita önmagammal) (2006)
- Spark of Insanity (Az őrület szikrája) (2007)
- Don't Come Home for Christmas (Ne jöjj haza karácsonyra) (2008)
- Very Special Christmas Special (Nagyon különleges karácsonyi különlegesség) (2008)
- Controlled Chaos (Kontrollált káosz) (2011)
- Minding the Monsters (A szörnyek gondozása) (2012)

Számos más megjelenés mellett házigazdája volt a Comedy Central Presents 2003. július 18-as adásának (7. évad 22. rész), miután közreműködött Joey Kolánál mint író az előző részben. Többször vendégszerepelt televíziós sorozatokban, és feltűnt az Egetverő haderő (Delta Farce) című filmben.

## Magánélete
Dunham első feleségét Paige Brownt a Comedy Cornerben ismerte meg a floridai West Palm Beachen. 1992-ben kezdtek randevúzni, majd 1994-ben összeházasodtak. Dunham örökbefogadta Brown akkor egy és fél éves lányát, Bree-t. Lányaik, Ashlyn és Kenna 1995-ben ill. 1997-ben születtek. Dunham előadások miatti hosszú távollétei megterhelték házasságukat, ezért Dunham 2008 novemberében válókeresetet adott be, majd különváltak.

## Önéletrajza
Önéletrajzi kötete All By My Selves: Walter, Peanut, Achmed, and Me címmel jelent meg 2010 novemberében a New York-i Dutton kiadónál.

## Fordítás
- Ez a szócikk részben vagy egészben  a   Jeff Dunham című angol Wikipédia-szócikk ezen változatának fordításán alapul.  Az eredeti cikk szerkesztőit annak laptörténete sorolja fel. Ez a jelzés csupán a megfogalmazás eredetét és a szerzői jogokat jelzi, nem szolgál a cikkben szereplő információk forrásmegjelöléseként.